# Anny Duperey
Anny Duperey, nome d'arte di Annie Legras (Rouen, 28 giugno 1947), è una scrittrice e attrice francese.

## Biografia
Figlia di un fotografo, Lucien Duperey e di Ginette Legras, il 6 novembre 1955 rimase orfana di entrambi i genitori, periti accidentalmente a causa di esalazioni di monossido di carbonio.
Frequentò il Cours Simon, finanziando i suoi studi di recitazione facendo l'indossatrice. Venne scritturata da Jean Meyer per la pièce teatrale Les Trois mariages de Mélanie.
La Duperey debuttò sul grande schermo nel 1967, nel film Due o tre cose che so di lei di Jean-Luc Godard. Nel 1974 interpretò Arlette, bellissima moglie dell'esuberante truffatore Alexandre Stavisky (Jean-Paul Belmondo) nel film Stavisky il grande truffatore di Alain Resnais.
Nel 1977 l'attrice fu candidata al Premio César per la migliore attrice non protagonista per la sua interpretazione in Certi piccolissimi peccati. Per il suo lavoro in televisione, vinse due premi 7 d'or come miglior attrice.
Anny Duperey apparve inoltre al fianco di Al Pacino nel film Un attimo una vita di Sydney Pollack (1977). Tra le altre sue interpretazioni di rilievo, da ricordare quella in Les compères - Noi siamo tuo padre (1983) di Francis Veber.
Oltre alle sue doti come attrice, la Duperey è una scrittrice di successo di best seller come  L'admiroir (1976),  Le Nez de Mazarin (Il Naso di Mazarino) (1986), Le voile noir (Il velo nero) (1992), Je vous écris (Ti sto scrivendo) (1993), Les chats de hasard (I gatti della fortuna) (1999), Allons plus loin, veux-tu? (Andiamo più avanti, ti va?) (2002) Les chats mots (Le parole di gatti) (2003) and Une soirée (Una sera) (2005).
Alla fine del 2006 apparve in un remake di Oscar et la dame rose (Oscar e la dama rosa), tratto dal libro scritto da Éric-Emmanuel Schmitt e messo in scena al teatro L'Avant-Seine, a Colombes.
Attivista sociale, Anny Duperey si offrì come volontaria per SOS Villaggi dei bambini, l'organizzazione internazionale a tutela dell'infanzia, ed è madrina di SOS-PAPA, un'organizzazione francese che aiuta ad assicurare ai bambini la premura di entrambi i genitori, nel momento del loro divorzio. Il suo impegno civile le valse nel 1977 la nomina a Cavaliere della Legion d'Onore.
Le esperienze vissute in occasione della morte dei propri genitori e le fotografie del padre sono le caratteristiche fondamentali del libro Il velo nero, mentre le molte lettere e le vicende della sua vita dopo la pubblicazione de Il velo nero furono raccolto nel libro Je vous écris.

## Vita privata
A lungo compagna dell'attore Bernard Giraudeau, da lui ebbe due figli, Gaël (1982) e Sara (1985).

## Filmografia parziale
- Due o tre cose che so di lei (2 ou 3 choses que je sais d'elle), regia di Jean-Luc Godard (1967)
- Cento milioni per morire (Jerk à Istanbul), regia di Francis Rigaud (1967)
- L'uomo che valeva miliardi (L'homme qui valait des milliards), regia di Michel Boisrond (1967)
- Montecristo 70 (Sous le signe de Monte-Cristo), regia di André Hunebelle (1968)
- Les femmes, regia di Jean Aurel (1969)
- Tre gocce di sangue per una rosa (La rose écorchée), regia di Claude Mulot (1970)
- Alto biondo e... con 6 matti intorno (Les malheurs d'Alfred), regia di Pierre Richard (1972)
- Il clan del quartiere latino (Sans sommation), regia di Bruno Gantillon (1973)
- Stavisky il grande truffatore (Stavisky), regia di Alain Resnais (1974)
- Le malin plaisir, regia di Bernard Toublanc-Michel (1975)
- Certi piccolissimi peccati (Un éléphant ça trompe énormément), regia di Yves Robert (1976)
- Un attimo una vita (Bobby Deerfield), regia di Sydney Pollack (1977)
- Contro 4 bandiere (From Hell to Victory), regia di Umberto Lenzi (1979)
- Car-Napping - Bestellt, geklaut, geliefert, regia di Wigbert Wicker (1980)
- Il grande perdono (Le Grand pardon), regia di Alexandre Arcady (1982)
- Mille miliardi di dollari (Mille milliards de dollars), regia di Henri Verneuil (1982)
- Les compères - Noi siamo tuo padre (Les Compères), regia di Francis Veber (1983)
- Germinal, regia di Claude Berri (1993)
- Verso l'Eden (Eden à l'Ouest), regia di Costa Gavras (2009)
- L'amore dura tre anni (L'Amour dure trois ans), regia di Frédéric Beigbeder (2012)